# San Pancrazio
San Pancrazio (Sinnada, 289 – Via Aurelia, 12 maggio 304) è stato un giovane cristiano martirizzato all'età di circa 15 anni sulla via Aurelia, sotto l'impero di Diocleziano; è venerato come santo dalla Chiesa cattolica e da quella ortodossa.
È uno dei cosiddetti santi di ghiaccio, con san Mamerto, san Servazio e san Bonifacio di Tarso, ai quali si aggiunge anche Santa Sofia di Roma.

## Biografia
Pancrazio nacque nel 289 d.C. in Frigia, una regione corrispondente all'attuale Anatolia in Turchia, in una famiglia pagana e benestante di origine romana. Rimasto orfano in tenera età, fu affidato alla tutela dello zio paterno, Dionigi, che decise di trasferirsi a Roma, dove era situato il patrimonio ereditato dal padre di Pancrazio. Tale eredità consentì al giovane di ricevere l'educazione desiderata dai suoi genitori. A Roma, Pancrazio e lo zio entrarono in contatto per la prima volta con la comunità cristiana. Dopo un periodo di preparazione, entrambi chiesero e ricevettero il battesimo direttamente da papa Marcellino.

### Martirio

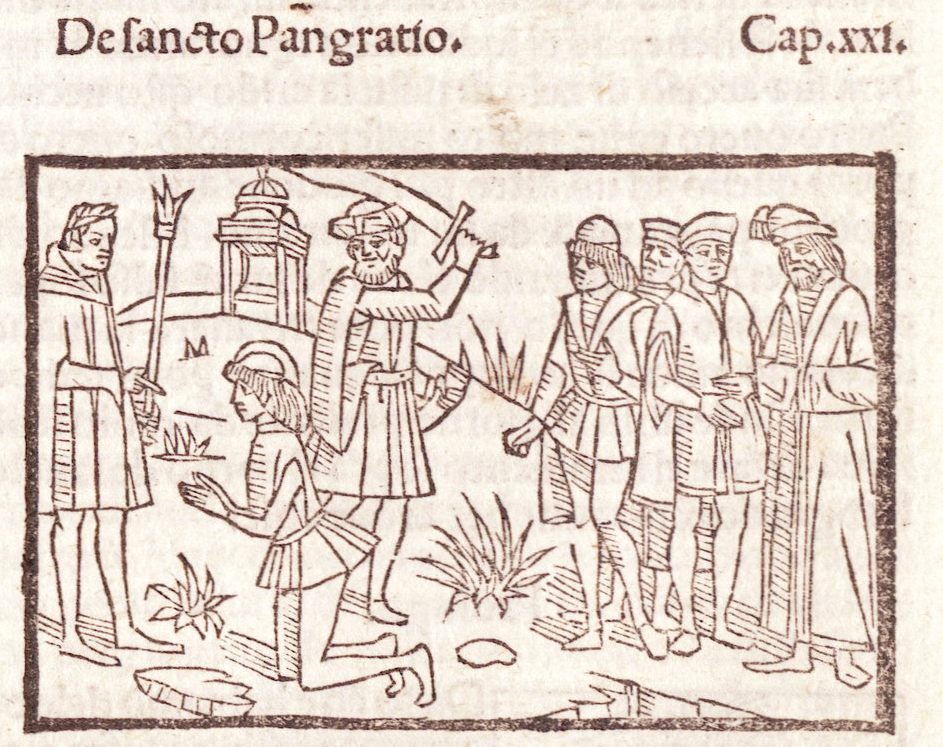
La decapitazione di Pancrazio nella Legenda Aurea (1497)

Nell'anno 303 d.C. scoppiò la persecuzione di Diocleziano, presto riconosciuta come la più feroce tra quelle già affrontate dai cristiani. Iniziata nelle province dell'impero romano, raggiunse anche Roma, colpendo senza pietà chiunque rifiutasse di offrire incenso agli dèi romani o all'imperatore divinizzato. Anche Pancrazio fu convocato per compiere il sacrificio in segno di fedeltà a Diocleziano, ma, dopo aver rifiutato con fermezza, fu portato al cospetto dell'imperatore per essere giudicato. La ferma fede di Pancrazio suscitò l’ira di Diocleziano che ne ordinò la decapitazione. Portato fuori Roma, nel tempio di Giano sulla via Aurelia, Pancrazio fu giustiziato il 12 maggio del 304 d.C.. Una nobile matrona romana, Ottavilla, raccolse il capo e il corpo del martire deponendoli in un sepolcro nuovo, scavato appositamente nelle catacombe della sua proprietà. Nel luogo del martirio, ancora oggi, si legge: "Hic decollatus fuit Sanctus Pancratius" (Qui fu decapitato San Pancrazio). In seguito, la testa del martire fu custodita in un prezioso reliquiario venerato nella Basilica, mentre i resti del corpo sono conservati nell'urna sotto l’altare maggiore insieme alle reliquie di altri martiri.

## Culto

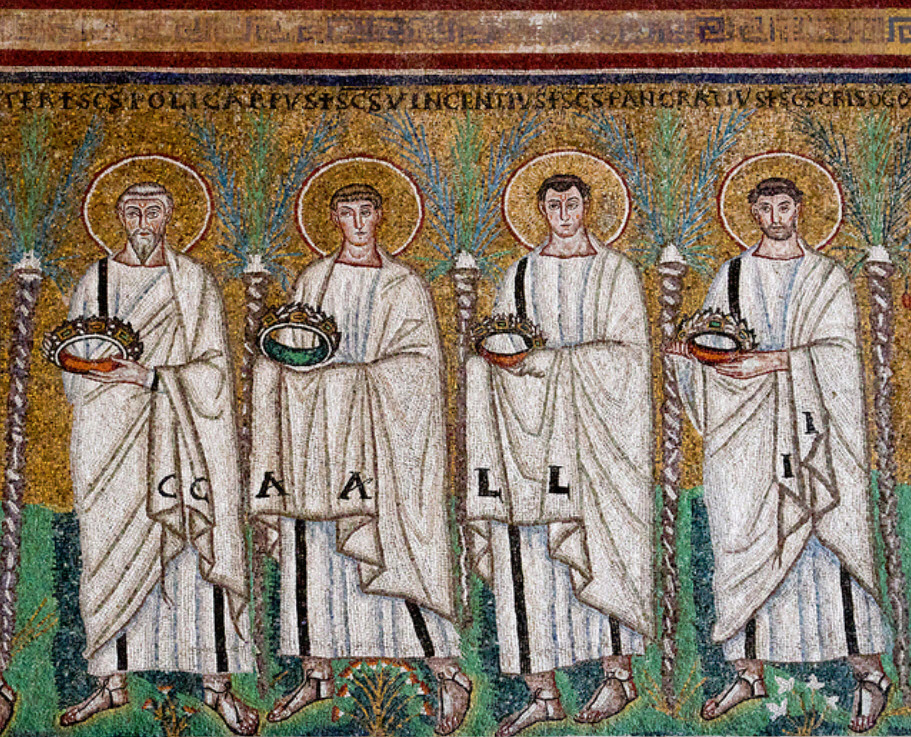
Mosaico a Ravenna, con i santi Policarpo, Vincenzo, Pancrazio e Crisogono

Il Martirologio romano ne riporta la memoria il 12 maggio: "San Pancrazio, martire, che, si dice sia morto ancora adolescente per la fede in Cristo a Roma al secondo miglio della via Aurelia; presso il suo sepolcro il papa san Simmaco innalzò una celebre basilica e il papa Gregorio Magno vi convocò frequentemente il popolo, perché da quel luogo ricevesse testimonianza del vero amore cristiano. In questo giorno si celebra la sua deposizione".
Il culto di San Pancrazio si diffuse molto anche in Germania e la sua immagine si trova spesso nei castelli dell'Ordine dei Cavalieri Teutonici dei quali è co-patrono.

### Reliquie
Nella basilica a lui intitolata (la Basilica di San Pancrazio), sorta a Roma sul luogo del martirio, viene venerata gran parte del corpo, qui deposto da Onorio I (625 - 638). Il giovane martire è custodito nell'urna di porfido dell'altare maggiore, consacrato nel 1627 e posta perpendicolarmente all'ara della confessione. Durante la Repubblica Romana del 1798 il corpo fu violato, la reliquia di un avambraccio fu recuperata nel 1805. Sempre all'altare maggiore si esponeva alla devozione dei fedeli un suo braccio. Il capo si è venerato a San Giovanni in Laterano dall'850 al 1966, data nella quale Paolo VI lo restituì alla basilica. Qui l'insigne reliquia è esposta alla venerazione dei fedeli dal 1973. Molti resti sono in chiese italiane e francesi.
Nel 2005, in occasione del XVII centenario del martirio, per la prima volta il capo del santo Martire è uscito dalle mura della Basilica romana omonima per fare tappa a San Pancrazio Salentino.

### Patronati
San Pancrazio è patrono di diverse località, tra le quali i seguenti comuni italiani:
- Albano Laziale (RM)
- Bovisio-Masciago (MB)
- Calvi dell'Umbria (TR)
- Campagnola Cremasca (CR)
- Campli (TE)
- Campoli Appennino (FR)
- Canicattì (AG)
- Carapelle Calvisio (AQ)
- Carobbio degli Angeli (BG)

- Castel Giorgio (TR)
- Castelnovo ne' Monti (RE)
- Conca dei Marini (SA) copatrono
- Crespano del Grappa (TV) copatrono
- Elva (CN)
- Formeniga (TV)
- Glorenza (BZ)
- Gorlago (BG)
- Labro (RI)

- Montichiari (BS)
- Pontevico (BS)
- Prata Sannita (CE)
- San Pancrazio (BZ)
- San Pancrazio Salentino (BR)
- Sestino (AR)
- Silvano d'Orba (AL)
- Valle di Maddaloni (CE)
- Vaglio Serra (AT)

## Chiese dedicate a san Pancrazio
Il più importante luogo di culto dedicato a san Pancrazio è l'antica basilica sorta in Roma sul luogo del suo martirio.
A Pianezza, nell'area metropolitana di Torino esiste un santuario edificato sul luogo di un miracolo avvenuto nel 1450.
Circondata da un oliveto secolare e da uno scaleo, ricordata dai versi di Alfonso Gatto e dalle tele di Clemente Tafuri, è la chiesa dedicata a San Pancrazio che si trova a Conca dei Marini sulla costiera amalfitana. Circa l’anno di fondazione non si conoscono fonti ufficiali. Il documento storico più antico che ne fa cenno è un atto di fondazione risalente al 1370.L’attuale configurazione interna dell’edificio risale al 1762, quando il parroco don Gaetano Amodio diede il via ad un programma di radicale revisione dell’impianto adeguandolo al gusto del momento. La chiesa, infatti, si presenta a tre navate, concluse da altrettante absidi, sormontate da semicalotte estradossate. L’altare maggiore, opera dell’artista napoletano Baldassare di Lucca, ospita il cinquecentesco e preesistente polittico raffigurante nella tavola centrale una Madonna con Bambino, mentre nelle tavole laterali sono raffigurati S. Pancrazio e S. Leonardo. La predella sovrastante ospita, invece, otto Apostoli intorno al Cristo Redentore. Infine una cimasa racchiude l’Eterno Padre al di sopra della Vergine e dell’Arcangelo Gabriele. La statua processionale di San Pacrazio, opera di Felice Buonfiglio (1752), è arricchita da una Reliquia del cranio del Santo martire donata a questa parrocchia dal celebre giureconsulto napoletano don Giacomo Dandolfo il 19 novembre 1730.
Un altro santuario dedicato è presente a Vaie, sempre in provincia di Torino.
A Suni (provincia di Oristano) esiste un santuario del XV secolo. Il santo è festeggiato a metà maggio con processioni, canti e balli tradizionali e un'ardia (corsa di cavalli a carattere votivo).
A Vaglio Serra in provincia di Asti esiste un Santuario del X secolo dedicato a San Pancrazio con titolo di Basilica.
A Barbarano Vicentino, dal 1501, esiste un convento francescano con adiacente chiesa.
A Firenze, incastonata su via della Spada, sul retro del Palazzo Rucellai oggi ospitante il Museo Marino Marini, dal 931 esiste la ex chiesa di San Pancrazio (o Brancazio).
A San Pancrazio in Val di Pesa, a pochi chilometri da San Casciano, esiste almeno dal 900 una Pieve a lui dedicata.
In provincia di Lucca, nel comune di Capannori, la Pieve di San Pancrazio, del X secolo, si trova nella omonima frazione.
A Montichiari, in provincia di Brescia, la Pieve di San Pancrazio.
A Silvano d'Orba, in provincia di Alessandria, su uno dei tre colli è presente un Santuario dedicato a San Pancrazio.
Fuori l'Italia, a Londra, si trova una chiesa di San Pancrazio (St Pancras Old Church), che è stata uno degli primi santuari cristiani dell'Inghilterra. La chiesa dà il suo nome al quartiere prossimo e alla Stazione di St Pancras.